# Sebastian Łabuz
Sebastian Łabuz (ur. 12 lutego 1978 w Nowym Targu) – polski hokeista, reprezentant Polski.

## Kariera
- SMS Sosnowiec (1995–1996)
- Podhale Nowy Targ (1997–1998)
- SMS Warszawa (1998–1999)
- Podhale Nowy Targ (1999–2001)
- GKS Katowice (2001–2002)
- Unia Oświęcim (2002–2003)
- Podhale Nowy Targ / MMKS Podhale (2003–2017)

Absolwent NLO SMS PZHL Sosnowiec z 1997. W kwietniu 2015 przedłużył kontrakt z nowotarskim klubem. Po sezonie 2016/2017 zakończył karierę zawodniczą.
Uczestniczył w turniejach mistrzostw świata w 2001 (Dywizja I), 2002 (Elita), 2003 (Dywizja I).

## Sukcesy
Reprezentacyjne
- Awans do MŚ Elity: 2001

Klubowe
- Złoty medal mistrzostw Polski: 2003 z Unią Oświęcim, 2007, 2010 z Podhalem Nowy Targ
- Mistrzostwo Interligi: 2004 z Podhalem Nowy Targ
- Puchar Polski: 2002 z Unią Oświęcim, 2003, 2004 z Podhalem Nowy Targ
- Brązowy medal mistrzostw Polski: 2015, 2016 z Podhalem Nowy Targ
- Finał Pucharu Polski: 2015 z Podhalem Nowy Targ